# Ventôse
Pour les articles homonymes, voir Ventôse (homonymie).
Le mois de ventôse est le sixième mois du calendrier républicain français correspondant à quelques jours près (selon l'année) à la période allant du 19 février au 20 mars du calendrier grégorien. Il suit le mois de pluviôse et précède germinal.

## Étymologie
Il tirait son nom « des giboulées qui ont lieu, & du vent qui vient sécher la terre de février en mars», selon les termes du rapport présenté à la Convention nationale le 3 brumaire an II (24 octobre 1793) par Fabre d'Églantine, au nom de la « commission chargée de la confection du calendrier ».
Le décret du 4 frimaire an II (24 novembre 1793) orthographiait le nom du mois ventose, sans accent circonflexe. L'ajout généralisé de cet accent s'est installé progressivement, à une époque ultérieure indéterminée.

## Histoire
L'ère républicaine s'étant achevée le 1er janvier 1806, il n'a jamais existé, dans l'usage légal, de mois de ventôse an XIV.
À la différence des cinq premiers mois du calendrier républicain, qui n'en nécessitent que trois chacun, et des six derniers, pour lesquels il n'en faut que deux chacun, quatre tables de conversion sont ici nécessaires, en raison du caractère bissextile des années grégoriennes 1796 et 1804.

## Calendrier
|          |
| Primidi  |
| Duodi    |
| Tridi    |
| Quartidi |
| Quintidi |
| Sextidi  |
| Septidi  |
| Octidi   |
| Nonidi   |
| Décadi   |

| Décade 16 |                          |
| 1         | Jeudi 19 février 1795    |
| 2         | Vendredi 20 février 1795 |
| 3         | Samedi 21 février 1795   |
| 4         | Dimanche 22 février 1795 |
| 5         | Lundi 23 février 1795    |
| 6         | Mardi 24 février 1795    |
| 7         | Mercredi 25 février 1795 |
| 8         | Jeudi 26 février 1795    |
| 9         | Vendredi 27 février 1795 |
| 10        | Samedi 28 février 1795   |

| Décade 17 |                        |
| 11        | Dimanche 1er mars 1795 |
| 12        | Lundi 2 mars 1795      |
| 13        | Mardi 3 mars 1795      |
| 14        | Mercredi 4 mars 1795   |
| 15        | Jeudi 5 mars 1795      |
| 16        | Vendredi 6 mars 1795   |
| 17        | Samedi 7 mars 1795     |
| 18        | Dimanche 8 mars 1795   |
| 19        | Lundi 9 mars 1795      |
| 20        | Mardi 10 mars 1795     |

| Décade 18 |                       |
| 21        | Mercredi 11 mars 1795 |
| 22        | Jeudi 12 mars 1795    |
| 23        | Vendredi 13 mars 1795 |
| 24        | Samedi 14 mars 1795   |
| 25        | Dimanche 15 mars 1795 |
| 26        | Lundi 16 mars 1795    |
| 27        | Mardi 17 mars 1795    |
| 28        | Mercredi 18 mars 1795 |
| 29        | Jeudi 19 mars 1795    |
| 30        | Vendredi 20 mars 1795 |

| 10 h     |
| 1:06:34  |
|          |
| 02:33:08 |
| 24 h     |

| Calendrier républicain | - I - II - III - IV - V - VI - VII - VIII - IX - X - XI - XII - XIII - XIV - 232 - 233 - 234 - | (Romme) |

| an I | an II | an III | an V | an VI | an VII |

| Février | 1793 | 1794 | 1795 | 1797 | 1798 | 1799 | Mars |

| an I | an II | an III | an V | an VI | an VII |

| Février | 1793 | 1794 | 1795 | 1797 | 1798 | 1799 | Mars |

| an IV |

| Février | 1796 | Mars |

| an IV |

| Février | 1796 | Mars |

| an VIII | an IX | an X | an XI | an XIII |

| Février | 1800 | 1801 | 1802 | 1803 | 1805 | Mars |

| an VIII | an IX | an X | an XI | an XIII |

| Février | 1800 | 1801 | 1802 | 1803 | 1805 | Mars |

| an XII |

| Février | 1804 | Mars |

| an XII |

| Février | 1804 | Mars |